# Боже, благослови Америку
Боже, благослови Америку (англ. God Bless America) — американская патриотическая песня, которую в 1918 году написал Ирвинг Берлин во время своей службы в армии США. В 1938 году он создал новую версию песни, слова которой до настоящего времени защищены авторским правом и потому в настоящей статье не приводятся. Наиболее известной исполнительницей поздней версии стала Кейт Смит, а сама песня стала её визитной карточкой как исполнительницы.
Песня написана в форме торжественной молитвы. Её название было обыграно в ряде книг и названиях нескольких фильмов.
Является заключительной мелодией фильма «Охотник на оленей» и одной из заключительных мелодий фильма «Однажды в Америке».

## Традиционная версия (1918)
While the storm clouds gather far across the sea,
Let us swear allegiance to a land that’s free,
Let us all be grateful for a land so fair,
As we raise our voices in a solemn prayer.
Когда тучи ненастья собираются далеко над морем,
Давайте присягнём свободной земле,
Будем же благодарны этой столь благодатной земле,
Поднимая наш голос в торжественной молитве.
God bless America,
Land that I love.
Stand beside her, and guide her
Through the night with a light from above.
From the mountains, to the prairies,
To the oceans, white with foam
God bless America, My home sweet home
God bless America, My home sweet home.
Боже, благослови Америку,
Мою любимую страну.
Стой на её стороне, и укажи ей путь
Сквозь ночь (исходящим) свыше светом.
От гор до прерий,
До океанов, скрытых белой пеной
Боже, благослови Америку, мой любимый дом (2 раза)